# 王砥
王砥，山西澤州靈川縣人，明朝政治人物、進士出身。
洪武四年，會試九十九名，登進士三甲，后餘事不詳。